# Leslie Johnson
Leslie George Johnson (Walthamstow, 22 marzo 1912 – Foxcote, 8 giugno 1959) è stato un pilota automobilistico britannico.
Prese parte in Formula 1 al solo Gran Premio di Gran Bretagna 1950, gara inaugurale del Campionato Mondiale.
Partito dodicesimo con una ERA del team Taso Mathieson, non riuscì a portare a termine la corsa.
Negli anni a seguire prese parte alla 24 Ore di Le Mans e al Rally di Montecarlo.
Morì nel 1959 a causa di problemi cardiaci.

## Risultati in Formula 1
| 1950 | Scuderia       | Vettura |     |  |  |  |  |  |  | Punti | Pos. |
| ---- | -------------- | ------- | --- |  |  |  |  |  |  | ----- | ---- |
| 1950 | Taso Mathieson | ERA E   | Rit |  |  |  |  |  |  | 0     |      |

| Legenda | 1º posto     | 2º posto | 3º posto    | A punti         | Senza punti/Non class.  | Grassetto – Pole position Corsivo – Giro più veloce |
| Legenda | Squalificato | Ritirato | Non partito | Non qualificato | Solo prove/Terzo pilota | Grassetto – Pole position Corsivo – Giro più veloce |